# Antianämikum
Ein Antianämikum ist ein Arzneimittel, das geeignet ist, den Hämoglobinwert eines an Anämie leidenden Patienten anzuheben.
Dazu gehören Erythropoetin und Darbepoetin, aber auch Eisenpräparate (zum Beispiel Eisenfumarat), da bei der Neubildung von Erythrozyten meist mehr Eisen benötigt wird, als durch Nahrung aufgenommen werden kann (siehe auch Eisenmangelanämie). Je nach Symptomatik können auch Erythrozytenkonzentrate zur Behandlung der Anämie eingesetzt werden.